# Trockenrasen-Dickleibspanner

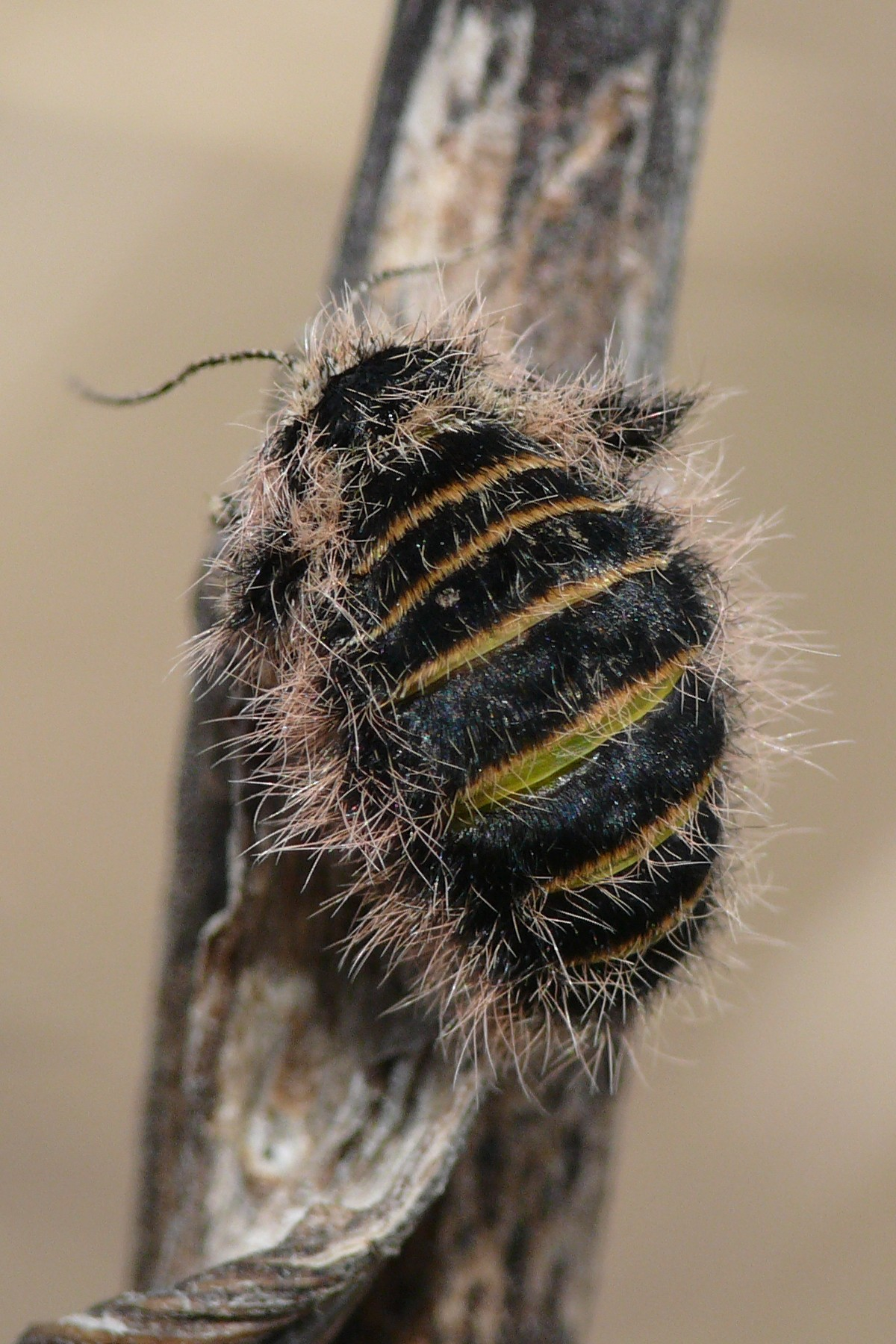
Trockenrasen-Dickleibspanner
(Lycia zonaria),
Weibchen

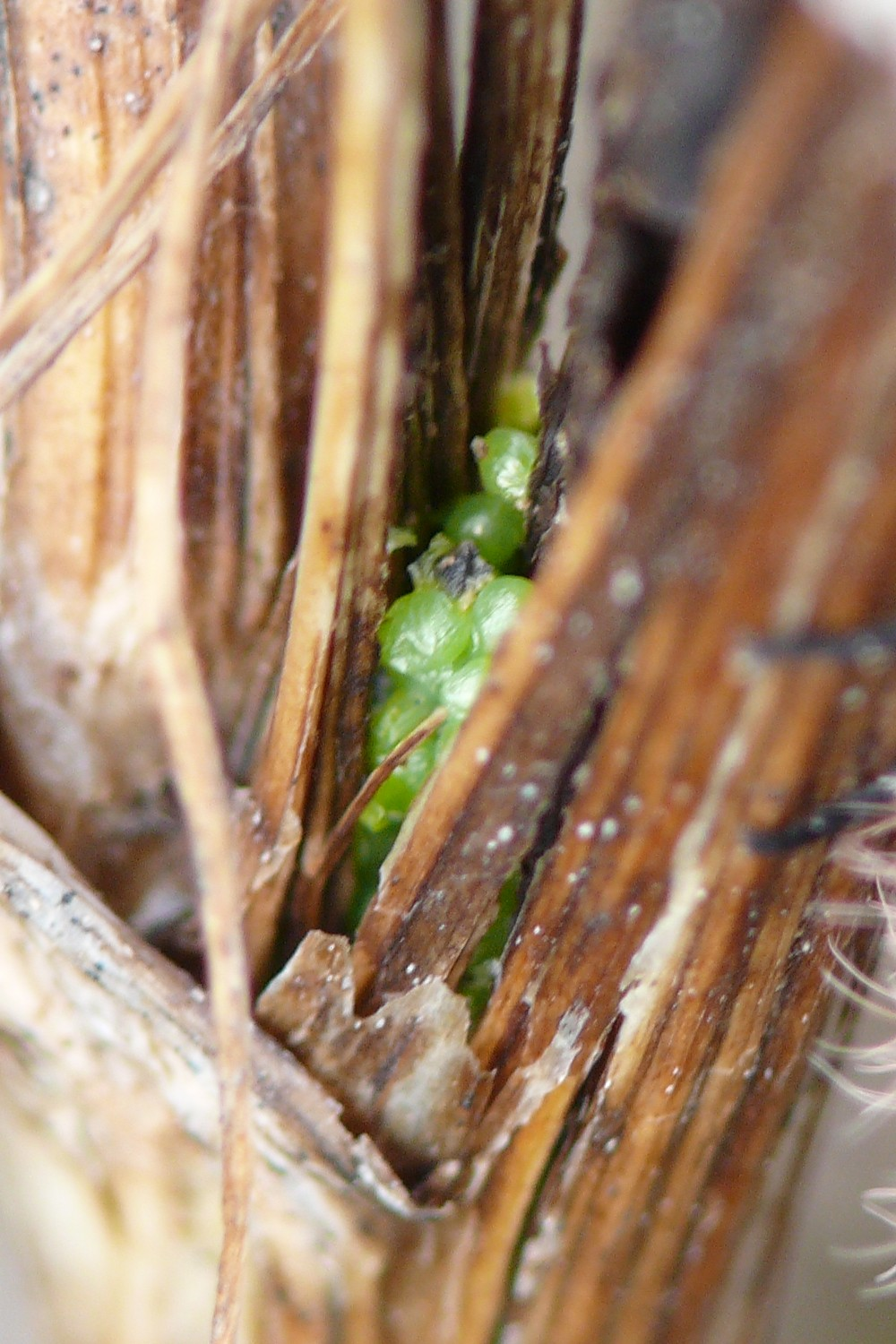
Eier im Pflanzenstängel

Der Trockenrasen-Dickleibspanner (Lycia zonaria) ist ein Schmetterling (Nachtfalter) aus der Familie der Spanner (Geometridae).

## Merkmale

### Falter
Zwischen den beiden Geschlechtern besteht ein starker Sexualdimorphismus.
Die männlichen Falter erreichen eine Flügelspannweite von 27 bis 34 Millimetern. Die Vorderflügel sind graubraun gefärbt und zeigen sehr kontrastreiche weiße Querlinien, die die Postdiskalregion einrahmen. Außerdem verläuft eine weiße, oftmals keilförmige Längslinie parallel zum Vorderrand. Die Hinterflügel schimmern im Grundfarbton der Vorderflügel, sind jedoch blasser gefärbt und zeigen ebenfalls helle Querlinien. Die Fühler sind gekämmt.
Die flugunfähigen Weibchen haben nur etwa zwei bis drei Millimeter lange, spitze Flügelstummel, eine plumpe Körperform und eine graubraune Färbung mit rötlicher Behaarung. Die Zwischenräume der Hinterleibsringe sind heller.

### Ei
Das Ei ist grünlich, gelblich oder weißlich gefärbt. Vor dem Schlüpfen der Raupe schimmert es bläulich.

### Raupe
Erwachsene Raupen zeigen eine graugrüne oder blaugraue Grundfärbung und sind mit schwarzen Punkten überzogen. Auffällig ist ein breiter gelber Seitenstreifen, der nach oben durch eine schwarze Linie begrenzt wird.

### Puppe
Die Puppe hat eine rotbraune Farbe und eine gegabelte Spitze am kegelförmigen Kremaster.

### Ähnliche Arten
- Beim Alpenspanner (Lycia alpina) ist die Flügelzeichnung der Männchen weniger kontrastreich, der weiße Keil im Mittelfeld der Vorderflügel fehlt.

## Geographische Verbreitung und Vorkommen
Der Trockenrasen-Dickleibspanner ist durch Mitteleuropa bis nach Russland verbreitet. Die an wenigen Stellen in England und Wales auftretenden Populationen werden als ssp. britannica, diejenigen vom Ural als ssp. rossica bezeichnet. Die Nominatform ist im Südwesten Spaniens und Frankreichs anzutreffen, fehlt jedoch im Mittelmeerraum. Das nördliche Vorkommen reicht bis Dänemark und Südschweden. Die Art ist ein typischer Bewohner von Trockenrasenflächen, kommt jedoch auch an Waldrändern, sandigen Hängen und in Heidegebieten vor.

## Lebensweise
Die Falter bilden eine Generation im Jahr und leben überwiegend im März und April, zuweilen bis in den Mai hinein, für etwa drei Wochen. Die Männchen besuchen künstliche Lichtquellen, die Weibchen findet man in der Regel in der Vegetation an Stängeln ruhend. Die tagaktiven Raupen können von Mai bis Juli angetroffen werden. Die Eiablage erfolgt nicht an den Nahrungspflanzen der Raupen, sondern an trockenen Grashalmen zwischen Stängel und Blatt. Die Raupen leben polyphag an verschiedensten niedrigen Pflanzen. Dazu gehören Wiesensalbei (Salvia pratensis), Feld-Beifuß (Artemisia campestris), Rot-Klee (Trifolium pratense), Margerite (Leucanthemum vulgare), Sichelklee (Medicago sativa) sowie Hornklee- (Lotus), Flockenblumen- (Centaurea), Schafgarben- (Achillea), Klappertopf- (Rhinanthus) und Esparsettenarten (Onobrychis). Die Art überwintert als Puppe im Boden vergraben.

## Gefährdung
Der Trockenrasen-Dickleibspanner wird auf der Roten Liste gefährdeter Arten in Kategorie 2 (stark gefährdet) geführt, ist jedoch in einigen deutschen Bundesländern vom Aussterben bedroht oder verschollen. Durch intensive Düngung der Wiesen wird der Lebensraum der Art zunehmend eingeschränkt.
Die Art zeigt starke Populationsschwankungen, so wurde die Art im Bundesland Salzburg 1983 wiederentdeckt, nachdem sie 20 Jahre nicht mehr gesichtet wurde. Bei einem Vorkommen bei München wurden bei Beobachtung seit der Wiederentdeckung 2009 von wenigen bis zu über 300 Männchen an einem Tag gezählt.

## Synonyme
- Biston zonaria
- Nyssia zonaria